# مک‌لاود (داکوتای شمالی)
مک‌لاود(به انگلیسی: McLeod) شهری در ایالت داکوتای شمالی کشور ایالات متحده آمریکا است که جمعیت آن در سرشماری سال ۲۰۱۰ میلادی، ۲۷ نفر بوده‌است.